# Lactobacillus rhamnosus
Espèce
Lactobacillus rhamnosus est une espèce de bactérie lactique de la famille des Lactobacillaceae. Elle a été isolée dans le tube digestif humain, dans les voies urogénitales de la femme, dans les produits laitiers fermentés et les eaux usées.
Certaines souches de  L. rhamnosus  sont utilisées comme probiotique, notamment L. rhamnosus   GG, un des probiotiques les plus étudiés.

## Étymologie
Le nom du genre lactobacillus vient du latin lac, lactis « lait » et bacillus « bâtonnet ». Le terme « bacille » vient de bacillus.
L’épithète spécifique rhamnosus dérive de rhamnose, un glucide à six carbones.

## Description
Lactobacillus rhamnosus est est une bactérie lactique,
- gram-positive
- anaérobie facultative
- non motile

- en forme de bâtonnet de 0,8-1,0 x 2,0-4,0 μm

- aux extrémités souvent carrées

- apparaissant isolée ou en chaîne

- hétérofermentaire facultative (produisant soit de l’acide lactique seul, soit de l’acide lactique et de l’acide acétique, du CO2, et de l’éthanol)

## Analyse génétique
L. rhamnosus possède une grande variété de souches isolées dans divers environnements, comme le vagin, le tube digestif de l’homme et d’animaux, et les produits laitiers fermentés. L’étude génétique de 40 souches a mis en évidence une zone commune faite de 2 164 gènes sur un total de 4 711 gènes.
Les séquences les plus proches de la zone conservée se trouvent dans Lactobacillus casei, L. paracasei puis L. zea. Les zones variables illustrent la grande diversité évolutionnaire de cette espèce versatile capable d’évoluer pour croître et persister dans une grande diversité de niches écologiques. La plupart des souches encodent de larges capacités de catabolisme et de transport des sucres et des protéines en accord avec la versatilité environnementale. Pour certaines souches, plusieurs gènes semblent avoir été acquis par transfert horizontal de gènes. Le génome de la zone accessoire est dominé par les gènes codant le métabolisme et le transport des glucides, la biosynthèse des polysaccharides extracellulaires (EPS), la production de bactériocine, le système cas9 etc.

## La soucheLactobacillus rhamnosusGG

### Historique
Une nouvelle souche a été isolée en 1983 dans le tube digestif d’un être humain en bonne santé par Sherwood Gorbach et Barry Goldin, deux chercheurs de Boston qui déposèrent un brevet le 17 avril 1985. Le nom tout d’abord adopté fut Lactobacillus acidophilus GG, d’après les deux initiales des patronymes des découvreurs. Par la suite, le micro-organisme fut renommé Lactobacillus rhamnosus ATCC 53103 (Meurman et al., 1995). En 1998, Holzapfel et ses collaborateurs proposaient de considérer que L. rhamnosus possédait des souches entrant dans des produits probiotiques. C’est-à-dire qu’il pouvait produire un effet bénéfique pour la santé lorsqu’il était administré vivant et en quantités adéquates. Il se rencontrait dans les voies digestives, urinaires et génitales ainsi que dans les produits laitiers (laits fermentés, fromages).
Depuis L. rhamnosus GG (ATCC 53103) a suscité énormément d’études au point qu’en 2015, c’était la souche de probiotique certainement la mieux documentée, avec 887 articles scientifiques qui lui étaient consacrés et 58 brevets déposés (d’après Scopus Database).
De nombreux produits probiotiques contenant L. rhamnosus GG sont disponibles en Europe : A-fil, Actimel, Aktifit, AB-piimä, Bella Vita, Bifidus, Bifisoft, BiofardePlus Biofit, Bioghurt, Biola, Biologic bifidus, etc. (voir une longue liste dans Papizadeh). Utilisé dans le monde entier, depuis les années 1990, comme complément alimentaire, il n’a pas été rapporté d’effets indésirables pour la santé, sauf pour quelques rare cas de patients dont le système immunitaire fonctionnait mal.
Le génome complet de L. rhamnosus GG a été séquencé par Morita et al. en 2009. Le séquençage a révélé cinq îles génomiques (codant 80 protéines) qui ne sont pas conservées dans les souches proches de l’espèce. Une de ces îles contient trois gènes pour la sécrétion de protéines des pili, des éléments filiformes à la surface de la paroi bactérienne, facilitant la fixation sur le mucus intestinal.

### Applications médicales
L. rhamnosus GG peut survivre à l’acidité stomacale et à la bile secrétée au niveau du duodénum. Malgré sa capacité à adhérer au mucus intestinal, il n’est qu’un habitant passager du tube digestif.
Une étude portant sur l’effet de la prise journalière de L. rhamnosus DR20 pendant six mois sur le microbiote fécal, a montré une altération transitoire du contenu en lactobacilles des selles de la majorité des sujets. La souche ne persistait pas au-delà de 100 cellules par gramme, une fois que la consommation du produit cessait.

#### Diarrhée
Souvent la prise d’antibiotiques par les enfants est associée à des diarrhées. L. rhamnosus GG est bénéfique dans la prévention des diarrhées associées aux antibiotiques,,. Il survit au traitement antibiotique à l’amoxicilline/acide clavulanique, souvent utilisé chez l’enfant, mais est par contre sensible à la pénicilline.
Il diminue la fréquence des selles et la durée totale de la diarrhée des bébés recevant L. rhamnosus GG, comparée à une solution de réhydratation.
Il réduit aussi le risque de la diarrhée du voyageur. Une étude fut conduite avec des touristes américains qui reçurent des capsules contenant L. rhamnosus GG ou un placebo. Le risque d’avoir une diarrhée est passée de 7,4% pour ceux recevant un placebo à 3,9 % pour ceux recevant le lactobacille
Par contre, donné à titre curatif d'une gastroentérite, il ne s'avère pas plus efficace qu'un placebo,.

#### Eczéma
Dans la nouvelle nomenclature de l’allergie, il est proposé de remplacer le terme  de « dermatite atopique » par celui d’« eczéma ». L’eczéma apparait généralement dans les trois premiers mois de vie et à un an, 60 % de ceux susceptibles de l’avoir l’ont eu.
Boyle et collaborateurs ont fait l’inventaire des essais randomisés en double aveugle testant l’efficacité des probiotiques (dont Lactobacillus GG) pour traiter l’eczéma. Ils ont retenu 12 études portant sur 781 participants. Selon les auteurs « Les données suggèrent que les probiotiques ne constituent pas un traitement efficace pour les symptômes de l’eczéma et sont inopérants dans le contrôle global de l’eczéma. ».
Dans une revue des essais en double aveugle de la dermatite atopique et des allergies alimentaires chez l’enfant avec des pro-, pre-, et symbiotiques, de van der Aa et al. concluent de manière semblable : « Les résultats de ces essais sont conflictuels. En conclusion, pour l’instant il n’y a pas données suggérant l’utilisation de pro-, pre- ou symbiotiques dans la prévention ou le traitement de la dermatite atopique chez l’enfant dans la pratique clinique ».

## Risques
L’utilisation de L. rhamnosus GG comme complément alimentaire, souvent sans prescription médicale, se répand de plus en plus. Il convient de rappeler toutefois quelques précautions. Il a été décrit un cas de patiente diabétique qui a développé une septicémie à Lactobacillus rhamnosus alors qu’elle prenait des probiotiques. D’une manière générale, les probiotiques devraient être évité chez des patients immunocompromis ou diabétiques.